# Guillem Estadella
Guillem Estadella i Sancho (Cunit, 20 de novembre de 1996) és un còmic i humorista català que ha presentat i guionitzat els seus espectacles "Estoy madurando" i "Quin pollastre!". També ha col·laborat en diversos programes radiofònics com a redactor i locutor.
El 2012 va començar a presentar a Ràdio Cunit el programa d’esports ‘Joc Net’ i més tard el programa d’humor "Efecte Domino". El 2014 va començar a presentar "Molta canya!" a La Marina FM, acompanyat d'Abraham Orriols i Garcia. Va participar en el concurs Insuperables de Radiotelevisió Espanyola l'any 2015. El 2020 va estrenar el seu primer espectacle íntegrament en català "Quin pollastre!". Poc abans d'aquesta estrena, va organitzar l'espectacle al tren per protestar pel tancament dels teatres a causa de les restriccions per la pandèmia de la COVID-19.